# Juan Pons

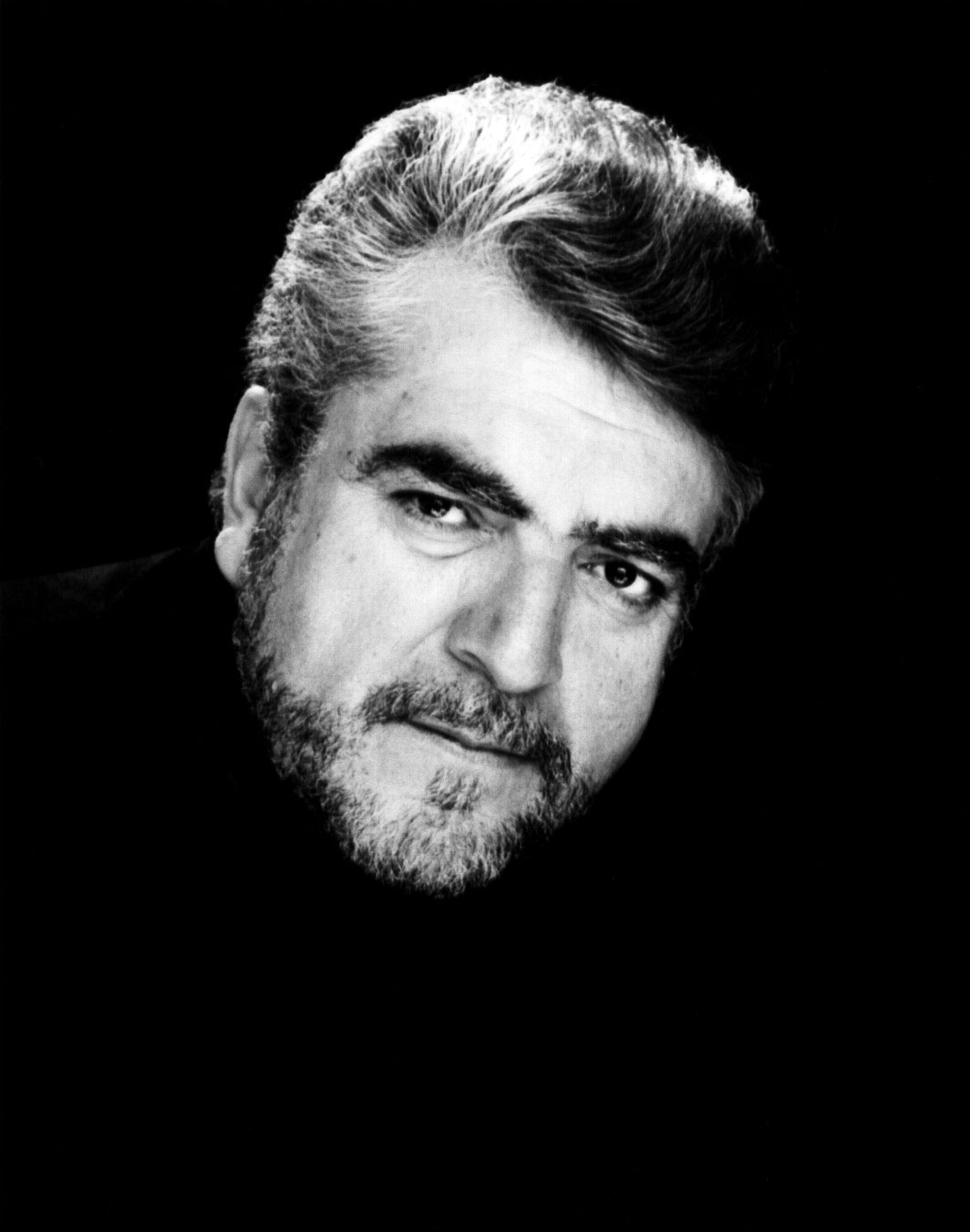
Juan Pons

Joan Pons Álvarez (Ciutadella de Menorca, Spanje, 8 augustus 1946) is een Spaans operazanger (dramatische bariton), internationaal bekend onder de naam Juan Pons.

## Carrière
Juan Pons maakte in 1980 zijn debuut in het Teatro La Scala in Milan in Verdi’s Falstaff, geregisseerd door Giorgio Strehler en gedirigeerd door Lorin Maazel. Sindsdien is hij een veelgevraagd bariton, en vertolkt rollen op alle internationaal belangrijke podia, met alle belangrijke operagezelschappen, zoals de Metropolitan Opera de Wiener Staatsoper, en Covent Garden in Londen.
Zijn repertoire omvat voornamelijk opera’s van Giuseppe Verdi en Giacomo Puccini maar ook minder bekende opera’s, zoals Aroldo, Hérodiade van Jules Massenet, Roberto Devereux van Gaetano Donizetti en Ottorino Respighi’s La Fiamma.
In 2005 nam hij voor Deutsche Grammophon Puccini’s Edgar op, met Plácido Domingo